# Juliusz Demel
Juliusz Demel (Poznań, 16 agosto 1924 – Breslavia, 31 agosto 1991) è stato uno storico polacco.
Si laurea in Storia all'Università Jagellonica.

## Opere
- Stosunki gospodarcze i społeczne Krakowa w latach 1846-1853, Kraków 1951
- Kasper Zubowski (1797-1873), Kraków 1952
- Pożar Krakowa 1850 r., Kraków 1952
- Początki kolei żelaznej w Krakowie, Kraków 1954
- Stosunki gospodarcze i społeczne Krakowa w latach 1853-1866, Breslavia 1958
- Życie gospodarcze i społeczne ziemi krakowskiej (1848-1867), Kraków 1967
- Historia Rumunii, Breslavia 1970
- Aleksander Jan Cuza, książę Rumunii, Breslavia 1977